# Elena Pirrone
Elena Pirrone (Bolzano, 21 de fevereiro de 1999) é uma desportista italiana que compete em ciclismo na modalidade de rota. Ganhou uma medalha de bronze no Campeonato Europeu de Ciclismo em Estrada de 2019, na contrarrelógio sub-23.

## Medalheiro internacional
| Campeonato Europeu | Campeonato Europeu       | Campeonato Europeu | Campeonato Europeu    |
| Ano                | Lugar                    | Medalha            | Competição            |
| ------------------ | ------------------------ | ------------------ | --------------------- |
| 2019               | Alkmaar ( Países Baixos) | Medalha de bronze  | Contrarrelógio sub-23 |

## Palmarés
2019
- 3.ª no Campeonato Europeu Contrarrelógio sub-23